# Sierra Nevada de Lagunas Bravas

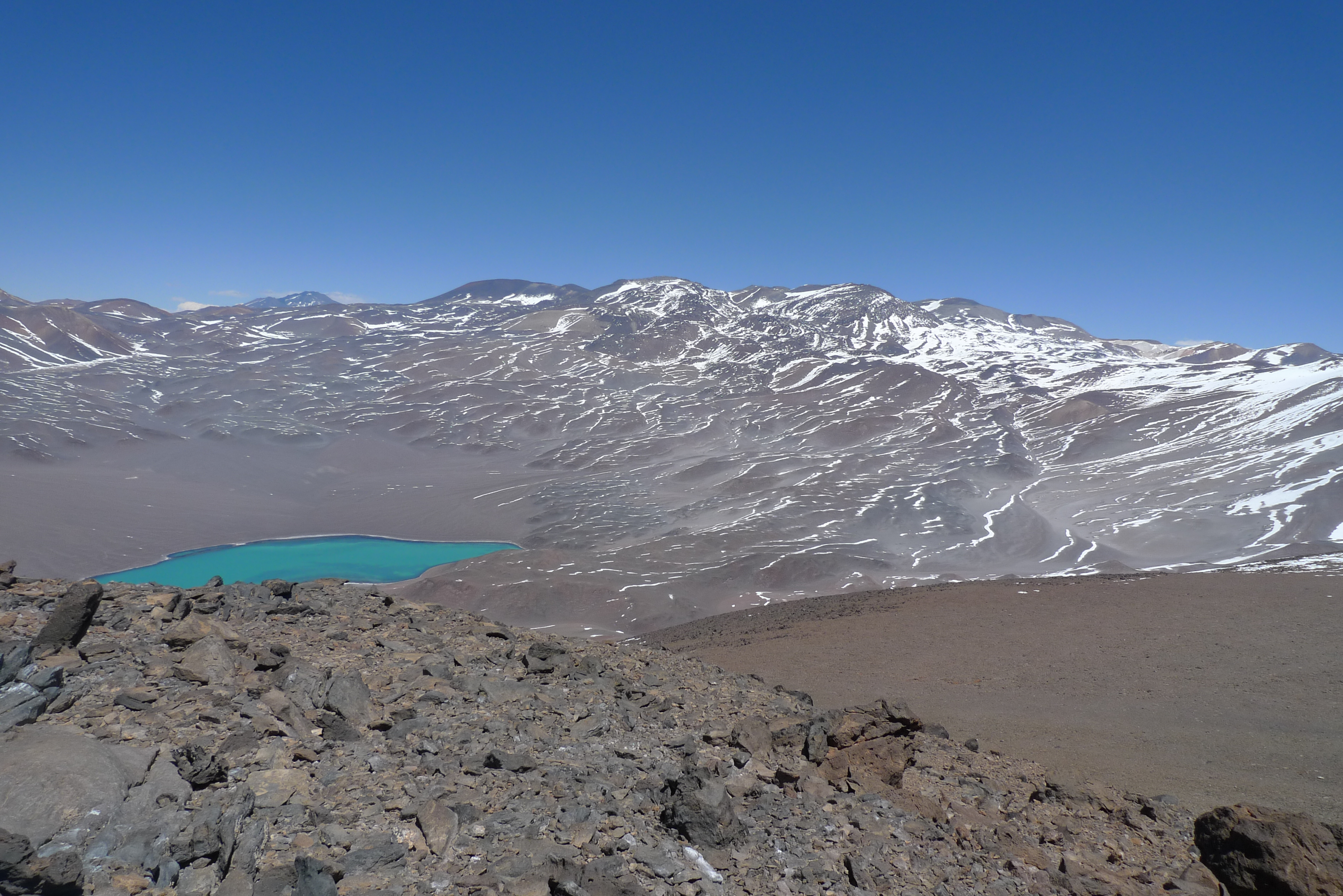
Blick auf den Vulkankomplex der Sierra Nevada vom Gipfel des Vulkans Paso Cerrado, Chile.

Sierra Nevada de Lagunas Bravas ist eine Gruppe erloschener Vulkane in Chile und Argentinien mit einer Ausdehnung von 225 km² in den zentralen Anden. Die Sierra-Nevada-Gruppe besteht aus mindestens zwölf Vulkankratern. Zwei davon sind Schichtvulkane. Höchster Punkt ist der Cumbre del Laudo mit einer Höhe von 6127 m.  
Ein Teil der Vulkan-Gruppe stammt aus dem Holozän. Vulkanismus aus dem Pleistozän ist ebenfalls erwiesen. Das ältere Gestein befindet sich im Osten, in Argentinien. Studien werden erschwert, weil die Gruppe in einer der abgelegensten Regionen der Anden liegt. Der Zeitpunkt des letzten Ausbruchs ist nicht bekannt.